# 普萊森特鎮區 (愛荷華州尤寧縣)
普萊森特鎮區（英語：Pleasant Township）是位於美國愛荷華州猶尼昂縣的一個行政鎮區。

## 地方資料
根據2010年美國人口普查的數據，普萊森特鎮區的面積為92.36平方千米，當中陸地面積為92.30平方千米，而水域面積為0.06平方千米。當地共有人口110人，而人口密度為每平方千米1.19人。